# 35 Kilo Hoffnung
35 Kilo Hoffnung (französischer Originaltitel: 35 kilos d’espoir) ist der erste Jugendroman der französischen Bestsellerautorin und Journalistin Anna Gavalda, der 2005 für den Deutschen Jugendliteraturpreis nominiert wurde. Die Originalausgabe erschien erstmals 2002 im Verlag Bayard Jeunesse in Paris. Im Jahre 2004 wurde die deutsche Übersetzung von Ursula Schregel im Bloomsbury Verlag publiziert. Die Autorin erzählt die Geschichte des kleinen Grégoire Dubosc, der in der Schule als Versager abgestempelt wird. Nur beim Basteln und Handwerken gelingt es ihm, dem ungeliebten Schulalltag zu entfliehen.

## Inhalt
David Dubosc (so heißt „Grégoire“ in der deutschen Ausgabe des Jugendbuchs) ist 13 – und geht in die 6. Klasse. Zweimal ist er schon sitzengeblieben, einmal in der 3. und jetzt in der 6. Klasse. Die Schule interessiert David überhaupt nicht, viel lieber ist er, seit er ein kleines Kind ist, bei seinem Großvater Léon im Schuppen, bastelt und baut mit ihm an allerlei Dingen, entwickelt praktische Erfindungen wie eine Bananenschälmaschine oder eine Apparatur, die seiner Mutter das Bügeln im Sitzen ermöglicht. Weil er im Sportunterricht mehrfach als Klassenclown unangenehm aufgefallen ist, so oft nachsitzen musste, dass das Berichtsheft keine freien Seiten mehr hatte, ist David von der Schule geflogen. Nicht genug also, dass seine Eltern wegen seiner schlechten Noten dauernd nörgelten und sich streiten, nein, nun ist es auch noch so weit gekommen, dass keine Schule in der Umgebung David als Schüler aufnehmen will. Selbst Großvater Léon scheint alles Verständnis für seinen geliebten Enkel aufgegeben zu haben. Schließlich kommt David auf eine Schule im Viertel, doch ist der Umgang dort alles andere als lernförderlich: Den Französischlehrer hat David auch Monate nach Schulbeginn noch kein einziges Mal gesehen, seine Klassenkameraden rauchen nach der Schule vor dem Einkaufszentrum ihre Joints. Schließlich beschließen Davids Eltern, ihn auf ein Internat zu schicken und Großvater Léon gesteht David, dass er es war, der seine Eltern auf diese Idee gebracht hat: David soll einmal etwas anderes sehen, er selbst sein können, glücklich werden. Doch die Suche nach einem Internat gestaltet sich als ähnlich schwierig wie die Suche nach einer geeigneten Schule vorher. David selbst hätte sich schon ein Internat ausgesucht: Die Grandchamps-Schule, ein technisches Gymnasium. Das Problem ist allerdings, dass Davids Zeugnis viel zu schlecht ist, als dass die Direktorin ihn aufnehmen könnte. Léon gelingt es, seinem Enkel Mut zuzusprechen und so verfasst David einen persönlichen und ganz individuellen Brief an die Direktorin des Internats, woraufhin er tatsächlich zu einem Test eingeladen wird. Fast gibt er im Test auf, doch als er in seinem Inneren die Stimme seines erkrankten in einer Klinik liegenden Großvaters hört, kann er beinahe alle Aufgaben lösen und besteht den Test. David wird an seiner Wunsch-Schule aufgenommen und ist fortan überaus motiviert. Er geht viel spazieren, strengt sich an, sammelt seine Kräfte, um sie via Gedankenübertragung an seinen schwer kranken Großvater zu schicken. Als er erfährt, dass sein Großvater im Koma liegt, bricht für David eine Welt zusammen und er fällt in alte Muster zurück. Bis ihn eines Tages einer der älteren Schüler aufweckt und fragt, ob er Toto sei. Toto, das war der Spitzname, den Opa Léon immer zu David sagte. David geht vor das Haus, und da ist er: sein Großvater im Rollstuhl, einen Pfleger an seiner Seite. Er habe seinen Toto noch einmal sehen wollen und David solle seinen Hosenstall zumachen. David lacht.

## Erzähltechnik
In Schülersprache erzählt der Protagonist in Ich-Form von seinen Gefühlen, Erlebnissen, Ängsten und Zweifeln. Zahlreiche Selbstgespräche dienen der Veranschaulichung seiner Lage und versetzen die Leser in die Welt des kleinen Grégoire. In den zahlreichen Werken von Anna Gavalda kreist die Thematik immer um das zentrale Thema der Liebe, die positive und negative Seiten hat.

## Wirkung
In diesem Jugendroman kritisiert Anna Gavalda das autoritäre französische Schulsystem: Den Schülern wird der Stoff eingetrichtert, ohne auf individuelle Begabungen Rücksicht zu nehmen. Gavalda plädiert für motivierte, interessierte und gerechte Lehrer, deren Aufgabe darin liegen sollte, den Schülern Freude am Lernen zu vermitteln.

## Originalausgabe
Anna Gavalda: 35 kilos d’espoir. Bayard Jeunesse, Paris 2002, ISBN 978-2747006606.

## Übersetzung
Ursula Schregel: 35 Kilo Hoffnung. Bloomsbury, Berlin 2004, ISBN 978-3-8270-5014-4.